# Matvejevkai járás
A Matvejevkai járás (oroszul Матве́евский райо́н) Oroszország egyik járása az Orenburgi területen. Székhelye Matvejevka.

## Népesség
- 1989-ben 15 704 lakosa volt.
- 2002-ben 15 627 lakosa volt.
- 2010-ben 12 267 lakosa volt, melyből 6 146 orosz, 3 944 tatár, 1 255 mordvin, 306 csuvas, 182 ukrán.